# Борзуков, Андрей Алексеевич
Андре́й Алексе́евич Борзуко́в (20 октября 1971, Херсон) — украинский гребец-байдарочник, выступал за сборную Украины в середине 1990-х — начале 2000-х годов. Участник летних Олимпийских игр в Атланте, чемпион мира, дважды серебряный призёр чемпионатов Европы, победитель многих регат национального и международного значения.

## Биография
Андрей Борзуков родился 20 октября 1971 года в городе Херсоне Украинской ССР. Активно заниматься греблей начал в раннем детстве, проходил подготовку в херсонском спортивном обществе «Украина».
Первого серьёзного успеха на взрослом международном уровне добился в 1994 году, когда попал в основной состав украинской национальной сборной и побывал на чемпионате мира в Мехико, откуда привёз награду бронзового достоинства, выигранную в зачёте четырёхместных байдарок совместно с Михаилом Сливинским, Юрием Кичаевым и Андреем Петровым на дистанции 200 метров — в финале их опередили только команды из России и Румынии. Благодаря череде удачных выступлений удостоился права защищать честь страны на летних Олимпийских играх 1996 года в Атланте. Стартовал в четырёхместном экипаже с Андреем Петровым, Алексеем Сливинским и Вячеславом Кулидой на дистанции 1000 метров, но сумел дойти лишь до стадии полуфиналов, где финишировал четвёртым. 
После Олимпиады Борзуков остался в основном составе гребной команды Украины и продолжил принимать участие в крупнейших международных регатах. Так, в 1999 году он выступил на чемпионате Европы в хорватском Загребе, где стал серебряным призёром среди байдарок-четвёрок на двухстах метрах. Год спустя повторил это достижение на европейском первенстве в польской Познани. В 2003 году отправился представлять страну на чемпионате мира в американском Гейнсвилле — в той же четырёхместной двухсотметровой дисциплине обогнал всех своих соперников и завоевал тем самым золотую медаль, при этом его партнёрами были Алексей Сливинский, Михаил Лучник и Николай Зайченков. Вскоре по окончании этих соревнований принял решение завершить карьеру профессионального спортсмена, уступив место в сборной молодым украинским гребцам.